# Personregister

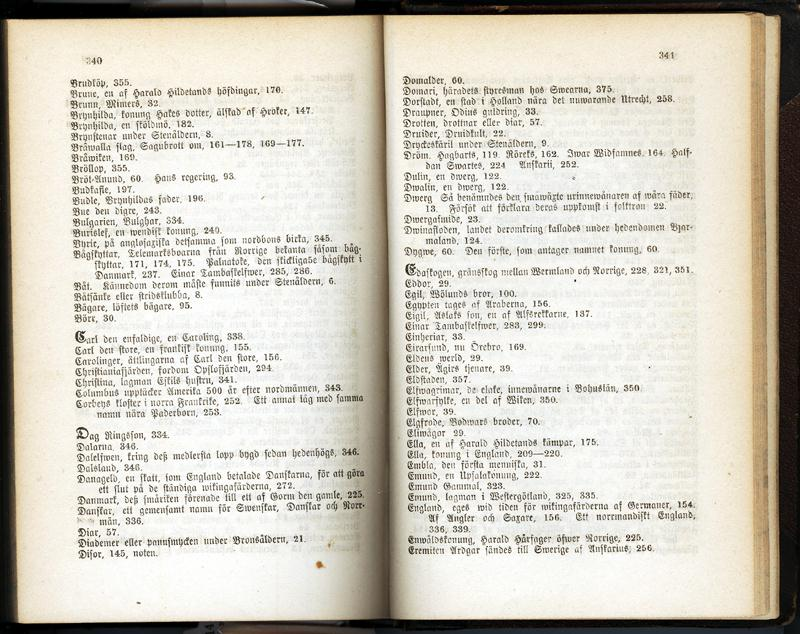
Registersidor ur Berättelser ur Swenska Historien av Carl Georg Starbäck, Norrköping 1860

Personregister är listor på personnamn som oftast är upplagda i bokstavsordning enligt efternamn. Döda personer anges då i regel alltid med de namn de hade vid bortgången.
I de flesta faktaböcker som till någon större del har handlat om namngivna människor har det funnits personregister, oftast placerade längst bak. Där hänvisas i regel till den sida eller de sidor där det står att finna uppgifter om en viss sökt person. Historiska biografier kan vara beroende av ett väl upplagt personregister om läsaren ska kunna hålla reda på vilka bland många personer som avses i texten, och de har även varit av stor betydelse för forskare. Det förekommer att även ortnamn och andra ämnesord tas med i register som till en större del består av personnamn.
Fantasifigurer kan också listas i personregister eller förekomma i sådana uppblandade med verkliga personer.
Telefonkataloger har varit den vanligaste formen av personregister i bokform att användas av en bredare allmänhet över hela världen under 1900-talet.
Tillgängligheten till datoriserade personregister som innehåller levande personer, särskilt personer som inte är offentliga, är oftast reglerade i lagstiftning om sekretess, vilken ibland kringgås i marknadsföringssyfte (exempelvis i en mer oetisk form af telefonförsäljning).
Med länkningen som möjliggörs på internet förenklas sökandet i personregister på ett avsevärt sätt.
Bokstavsordningen, eller alfabetiseringen, i ett personregister kan kompliceras exempelvis när det ingår kungliga personer, som saknar efternamn, eller namn är med i större antal som har varit och fortfarande kan vara svåra att skilja åt, såsom Anders Andersson eller Johanna Johansdotter. De som vill skapa effektiva register under sådana förutsättningar tar ofta hjälp av födelseår, regenters officiella ordningsnummer, I, II, III. etc., eller antagliga sådana nummer (inom parentes), och andra kungligheters varierande nationalitet och titlar, för att bokstavsordningen ska kunna fungera. I dubbla förnamn kan det första namnet räknas medan det andra inte inverkar på ordningen, eller tvärtom, och ett årtal då en viss ställning erhölls, i jämförelse med samma ställning för en annan person, kan också spela in.
Omfattande personregister görs för att underlätta forskningen i böcker om historiska ämnen. Ett flertal avdelningar kan då ställas upp, där personerna anges efter exempelvis såväl nationalitet, fursteätt och alfabet, och där även många personer som endast omnämns gruppvis eller som substantiv, i en flytande text utan många personnamn, namnges i ett särskilt register upplagt textsida för textsida.